# クモノスシダ
クモノスシダ (Asplenium ruprechtii Kurata) は、シダ植物門チャセンシダ科チャセンシダ属のシダである。形がおもしろいことから、栽培されることがある。

## 特徴
ごく小柄な常緑の多年草で、岩の上に着生して生育している。大まかにはコタニワタリをぐっと小さくしたものを想像すると大体似ているが、葉を立てない。
茎はごく短く、長さが20cmまでくらいの単葉をロゼット状につける。葉は狭披針形から狭三角形で、短い葉柄がある。縁に鋸歯はないが、波打つようになることもある。葉の先端は細くなって伸び、ツル状になってその先端が基盤上につくと、そこから芽を出す。胞子のう群は細長くて長さ5mmまで、葉裏の主軸から斜めに外側に伸び、薄い包膜がある。
名前の由来は蜘蛛の巣羊歯で、葉先のツルから芽が出て株になり、さらにその葉先に株ができるようすをクモの網に見立てたものである。
岩の上に着生するが、ほとんどの場合は石灰岩につく。石灰岩の礫を含んだ岩についていることもあり、いわゆる好石灰岩性植物であるとされる。日本では北海道から九州に広く分布するが、生育条件の特殊性から、そうそうどこにでもある訳ではない。国外では朝鮮、中国東北部からロシア東部まで分布する。アメリカには極めてよく似た Walking fern (A. rhizophyllum L.) がある。これに対して日本の種は Siberian Walking fern という名が当てられている。
分類上は、独自の属を立てられたこともあるが、他のチャセンシダ属のものとも交配可能な点など、類縁性が確認できる。

## 利用
形のおもしろさから、古くから山野草として好まれ、よく栽培された。また、栽培そのものも容易である。しかし、そのために自生地が荒らされた面もあり、自生地の減少が目立つ。